# Francesco Giontella (imprenditore)
Francesco Giontella (Montecchio, 2 giugno 1895 – Assisi, 9 maggio 1969) è stato un imprenditore e politico italiano, pioniere nella coltivazione e lavorazione del tabacco in Italia, nonché podestà dal 1935 al 1944 e sindaco dal 1952 al 1964 di Bastia Umbra.

## Biografia
Prese parte alla prima guerra mondiale sia sul fronte italiano che partecipando attivamente alla campagna di Verdun in Francia.
La sua vita privata fu funestata da dolorosi eventi: coniugatosi nel 1921 con Altavilla Maria Marcacci, ebbe tre figli (Leonella, Leandro e Cesare Valentino), perdendo la prima e l'ultimogenito ancora adolescenti.
Fu sperimentatore nelle coltivazioni di speciali qualità di tabacco (Kentucky, Sumatra e Bright) e innovatore nelle tecnologie della sua lavorazione, che lo condussero all'apertura di stabilimenti a Bastia Umbra nel 1939, Orvieto nel 1946, Buonconvento e Monteroni d'Arbia nel senese nel 1951. Divenne così "conosciuto e stimato in Italia e all'estero" e "la sua fama gli fece guadagnare da parte del Monopolio di Stato,  unico in Italia, l'autorizzazione a produrre sigarette non commerciabili con il suo nome".
La sua vocazione politica, fortemente improntata al sociale, si rifletteva anche all'interno delle sue aziende nelle quali, nel 1952, gli oltre 1.000 dipendenti lavoravano (10.000 quintali di tabacco coltivato da 2.000 famiglie coloniche in ben 12 province) in stabilimenti con "l'aria condizionata, la filodiffusione, il refettorio, l'asilo nido, la sala proiezioni film, la biblioteca...".
I numerosi mandati da sindaco di Bastia, nel dopoguerra, con la sua lista civica formata da repubblicani, democristiani, socialdemocratici e monarchici, lo videro contrapposto ai comunisti.
Riuscì a realizzare "opere pubbliche e private...", quali strade, ponti, acquedotti, case popolari e scuole, con il risultato di creare condizioni di sviluppo economico dell'area che, pertanto, "assorbì una crescente manodopera"
Nel 1956 costituì a sue spese il Consorzio Idrico per lo sfruttamento del Tescio e del Chiascio, impedendo che la Società Romana di Elettricità utilizzasse l'energia idrica di quei fiumi a proprio uso, "al fine di far rimanere l'acqua agli umbri".

## Omaggi
- Bastia Umbra gli ha dedicato una via che costeggia il suo stabilimento e l'ospizio da lui edificato (nell'annessa cappella una vetrata reca le immagini dei figli prematuramente scomparsi), oggi è sede di una scuola superiore.[N 2]